# Ieuá
Ieuá ou Euá (em iorubá: Yèwá), também grafado  Iyewá ou Ewá  é o orixá do Rio Ieuá, curso d'água que corre no estado de Ogum, na Nigéria. Seu culto é originário dos ieuás, um dos subgrupos do povo iorubá (mais conhecido no Brasil como "nagô") habitantes do sudoeste da Nigéria. É uma iabá (orixá feminino) identificada no jogo de búzios pelo odu obeogundá.

## África
Verger conta que na Nigéria, Wande Abimbola publicou um itã de Ifá (história de Ifá) no qual narra:
"[...] de certa feita estando Ieuá à beira do rio, com um iba (gamela) cheia de roupa para lavar, avistou de longe um homem que vinha correndo em sua direção. Era Orumilá que vinha esbaforido fugindo de Icu (a morte). Pedindo seu auxílio, Ieuá despejou toda roupa no chão, que se encontrava no iba, emborcou-o em cima de Ifá e sentou-se. Daí a pouco chega a morte perguntando se não viu passar por ali um homem e dava a descrição. Ieuá respondeu que viu, mas que ele havia descido rio abaixo e a morte seguiu no seu encalço. Ao desaparecer, Ifá saiu debaixo do iba e levou Ieuá para casa, a fim de torná-la sua mulher."

## Brasil

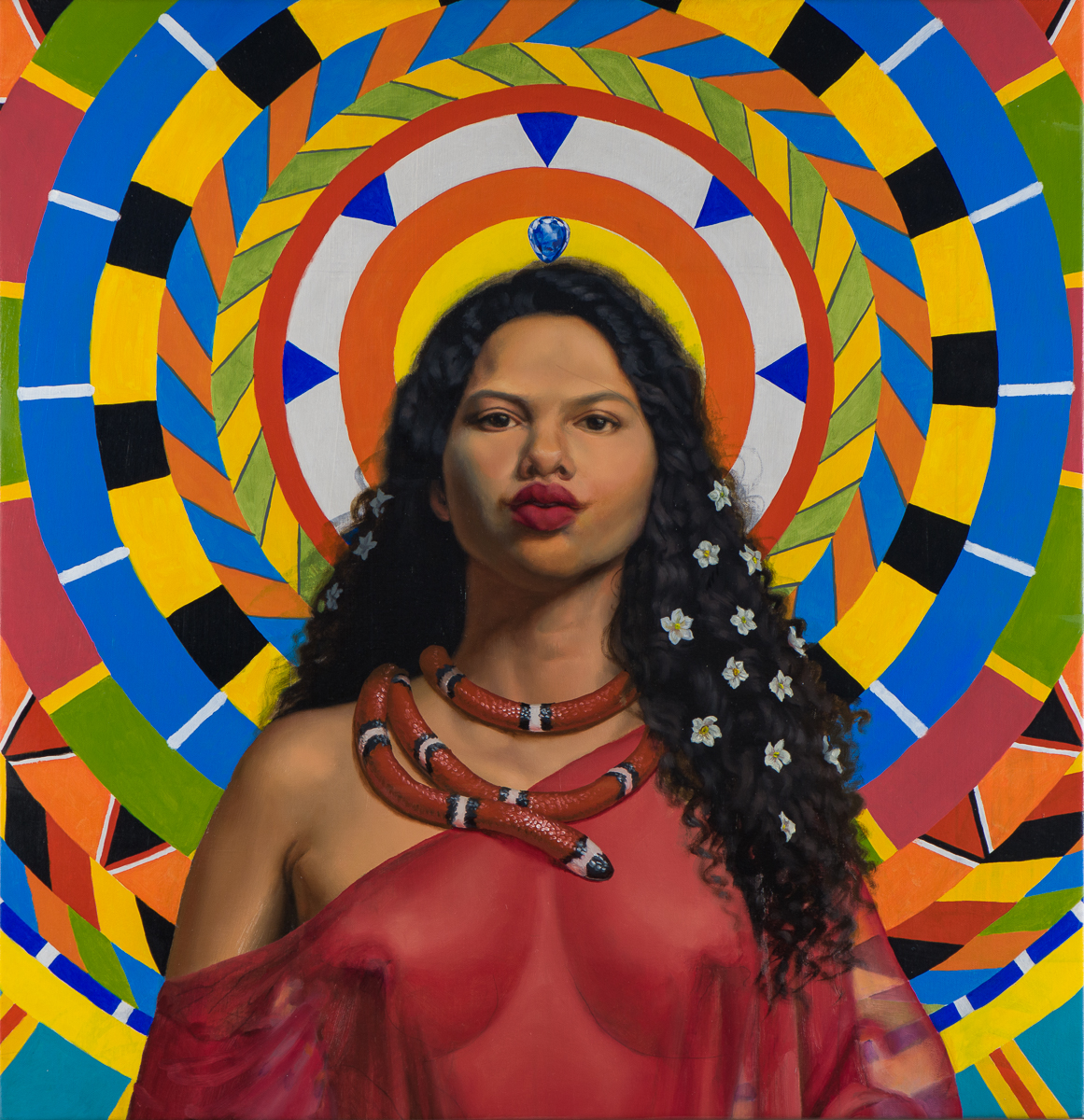
Pintura de Ieuá por um artista brasileiro

Ieuá, é uma das iabás, considerada ora irmã de Iansã, ora irmã de Oxumarê. Seu nome significa mãezinha do caráter. É sincretizada nas religiões afro-brasileiras com Santa Luzia.
Verger em suas pesquisas diz: 
"Na Bahia é cultuada em casas de fundamento, casas antigas, devido à complexidade de seu ritual. As gerações mais novas captaram conhecimentos necessários para a realização do seu ritual, através do culto de Ifá e seus tratados. Em 1981, houve uma saída de Ieuá no Ilê Axé Opô Afonjá, após mais de 30 anos da iniciação da anterior. Com a volta do culto de Ifá e dos babalaôs, muitos santos como Ieuá, Ocô e Oloquê estão voltando a serem feitos. O que antes eram comum as casas dizerem que não tem folha ou ser perderam com o tempo. Na Bahia antiga muitas casas tinham o auxilio dos babalaôs, com o tempo eles foram sumindo e morrendo, até se perderem completamente os seus conhecimentos, mais uma nova janela se abre para o culto dos orixás nas mãos dos iniciados em Ifá que dirigem as casas de santo, os auós, auofacás, Oriates e Olôs estão trazendo de volta os cultos antes perdidos. As casa de santo se enche do brilho dos orixás antes sumidos que agora estão de volta.

As cores de seus colares (fio-de-contas) são o vermelho e dourado. Usa como insígnias a âncora e a espada, ofá que utiliza na guerra ou na caça, brajás de búzios, roupa enfeitada com icô (palha da costa) tingida. Gosta de pato, também de pombos, odeia galinhas. Há um vodum fom com o mesmo nome, cultuado em São Luís do Maranhão. Saudação – "Riró!".
Ieuá é o orixá da beleza, geralmente cultuada junto a seu irmão inseparável Oxumarê, juntos conduzem o arco íris e o ciclo da água, por ser orixá pouco cultuado é muitas vezes identificada como Oxumarê fêmea, devido também levar uma cobra só que pequena.

### Bahia
Nos anais dos candomblés tradicionais da Bahia, Ieuá é cultuada há muito tempo e com grande refinamento de culto no Terreiro do Gantois ou Ilê Iá Omim Axé Iá Massê, assim como também tém seus fundamentos guardados com grande zelo na Casa De Oxumarê ou Ilé Oxumarê Aracá Axé Agodó, e também é um Orixá de culto estabelecido e fundamentado no Ilê Axé Opô Afonjá.
O babalorixá Roberval José Marinho Falojutogun também cultua Ieuá em sua casa Obé Ogum Ebé Axé Ecô, sendo este babalorixá co autor do Livro "Euá a senhora das possibilidades" único livro a tratar exclusivamente desse orixá em nossa literatura.

### Arquétipo
Não é raro encontrar uma filha de Ieuá, sendo que muitas casas por medo as iniciam para Oxun ou Oiá. Elas são valentes e guerreiras, muito belas e conquistadoras. Sabem o que querem e vão até o fim. São prestativas e se preservam quanto a moral e educação, ou expor seus sentimentos.
- Lendas:

O seu grande eué (coisa proibida) é a galinha, além disso, em certa altura, nunca mais comeu carneiros (conto do livro “Mitologia dos Orixás” de Reginaldo Prandi), Corre a lenda entre as casas antigas da Bahia que cultuam Ieuá, que certa vez indo para o rio lavar roupa, ao acabar, estendeu-a para secar. Nesse espaço veio a galinha e ciscou, com os pés, toda sujeira que se encontrava no local, para cima da roupa lavada, tendo Ieuá que tornar a lavar tudo de novo. Enraivecida, amaldiçoou a galinha, dizendo que daquele dia em diante haveria de ficar com os pés espalmados e que nem ela nem seus filhos haveriam de comê-la, daí, durante os rituais de Ieuá, galinha não passar nem pela porta. Verger encontrou esse euó na África e uma lenda idêntica.
Conta-se que Ieuá era uma linda virgem que se entregou a Xangô, despertando o ciúme e a ira de Iansã. Para fugir da senhora dos ventos e tempestades, se escondeu nas florestas com Odé, tornando-se uma guerreira e caçadora.
Em outros contos citados por Reginaldo Prandi, Euá era mãe de Xangô, sem nunca tê-lo conhecido, pois Xangô foi criado por Iemanjá. Euá também se retirou para o cemitério.
Ieuá também é conhecida como a senhora das possibilidades, detentora do poder da invisibilidade e do mimetismo, segundo o babalorixá Roberval Falojutogum Marinho e a Ialorixá Cleo Martins escrevem no Livro "Euá a senhora das possibilidades" Editora Pallas

### Elementos que rege
Rege as neblinas e nevoeiros na natureza.
Todos os seres que praticam o mimetismo e técnicas de camuflagem são protegidos por Ieuá.
A breve aparição do tom rosado ao céu no por do sol, é uma representação material desse orixá momento no qual ele é saudado.
- Euá no Xambá

## Cuba
Lydia Cabrera, antropóloga cubana escreve sobre Ieuá e refere-se à Iemanjá-Olocum. 
Ieuá não é uma orixá, sim uma eledá, como muitas outros que acreditamos ser um orixá. Lembro que o titulo de orixá pertence ao orixá Ori, e a nenhum mais. Iemanjá tem o de Ia-aja-ori, que não é a mesma coisa de orixá, como podemos pensar numa primeira ideia. Mas aparece nos itãs de Ifá em certas ocasiões quando do nascimento, quando dos poderes dela, já mocinha, depois com o primeiro namoro e como amante se assim podemos dizer; quando ela começa uma vida sexual ativa que nos informa que tem ela um caso com: 3 Oxalá novo o senhor dos bambus amarelos, o Oxalá que vem avisar que o tempo acabou, depois com Oxoguiã, Exu, Oxumarê, com dois dos Odes, Orumilá e por último ela aparece como esposa de Omolu. Em seu nascimento ela aparece quando Ogum violenta Nanã, na frente do povo dela, mostrando que ele invadiu a aldeia dela, lembramos que essa lenda começa quando não lhe proíbe a simples pelas terras dela, Nanã faz a lama subir até quase matar Ogum, ele escapa e a fere com uma lança, razão pela qual ela não gosta de metal em suas coisas pois sua carne foi cortada por um metal. Ogum se organiza e trava um guerra com Nanã sem precedentes, onde sai vitorioso invadindo as terras dela e dominando tudo, por final junta todo o povo de Nanã no meio da aldeia e ali tem relações com ela na frente do povo dela, num demonstração que havia subjugou a rainha. Desta relação nasceu Euá. Uma linda menina, o único filho perfeito que Nanã teve. Daí ela mandar colocar acima da porta de sua aldeia um iba de Ogum. Euá não tem nada, pois Nana teria já dado distribuído aos seus filhos, Omolu e Oxumarê, seus filhos doentes, mais Oxumarê se apegou a irmã e com ela combinou que cada um iria dirigir o Arco-íris por um tempo, daí ser ele o arco íris um tempo dirigido por Euá e outro por Oxumarê (não é 6 meses). Oxumarê dá a Euá a cor branca do arco íris, pois ela é um santo balle.

Euá tinha brigas de muitos querendo casar com ela, quando nova pela beleza. Ela seduziu Oxalufã que vivia com Nanã, tendo aí o seu primeiro contato sexual. Ela tem suas cores o roxo e branco, enquanto Icu é roxo, preto e branco. Conta-se que Euá recebeu de Ogum o direito de usar uma lâmina que ela esconde entre os seios, cujo cabo é madeira, que esse fica a mostra. Ele mostra a pureza da morte onde devemos nos preparar, pois a vida é uma preparação para esse dia onde vamos prestar conta de tudo que fizemos dela é a expressão não deixe que outro tome seu lugar na morte, pois o julgamento dele será pior que o seu. Euá dá mais um tempo a pessoa para se aguardar uma pessoa de longe chegar antes de dar o sono da morte. Euá vem apenas para quem é digno, daí ter que ter a pureza diante dela. Quem não é puro não merece a boa morte. Ela é versátil em venenos, onde tentou envenenar alguns orixás, inclusive Exu, no que não foi bem sucedida. Consegui subjugar Orumilá e mantê-lo como escravo dela por muito tempo, nesse período Oxumarê foi babalaô usando as cores, verde, amarelo e preto, ela travou varias guerra com seu irmão Omolu, onde  por último ele com um tapa a venceu tirando toda a carga de maldade dela.  E venceu a maldição dela dada por Oxalá da Bambuzal, pela qual de dia Euá era uma velha e à noite era um linda mulher.
Ela já casada com Omolu, de quem tem muito medo até hoje, foi mãe de todos os filhos dele. Já como esposa de Omolu ela ajudou um rapaz a fugir da morte. Invocando ela ser esposa de Omolu. Ele rege o sono da morte. Os venenos onde com ele matou os que a perseguia e quem ela não gostava.

Entretanto existe um fato em Ifá Xoroquê, é um guerreiro feiticeiro, que não é Ogum e  não é Exu. No candomblé é cultuado como Ogum, que seria o Irominã (o Ogum que come com Exu e o Exu que come com Ogum, que a tradução seria meu nome é fogo) dizem que é um Ogum e um Exu rebaixando, Xoroquê é um santo extremamente sagaz e ligado a torturas, desastres de grandes proporções. Enquanto Ogum quer ver o inimigo olhos nos olhos o Xoroquê não tem isso. Ele tem requinte de maldade, gosta de acumular riquezas e bens materiais e é muito vaidoso. E só gosta de coisas boas e que custem muito. Tem muita ostentação. Coisas simples ofende o Xoroquê. Pune seus filhos com grandes desgraças, daí muitos terem medo deste santo. Não aceita que seja questionado em nada. Suas cores e azulão e vermelho. Ao contrário de Ogum que é verde. Pode usar um arpão, adaga, ofa, cabaças. Cobre o rosto. Em alguns barracões dizem ser ela filha de Obatalá. Entretanto em Ifá não achamos amparo para isso.— Lydia Cabrera Mythologie Vodou, Piétonville, 1950